# Fonseca Lima
José Caetano da Fonseca Lima (Curvos, 1874 — Curvos, 2 de Setembro de 1945) foi um político republicano português. Teve o baptismo político no Partido Progressista (Portugal), de que chegou a ser o chefe local, aderindo ao Partido Republicano Português em Dezembro de 1907, nas vésperas do regicídio. Ainda antes do 5 de Outubro, foi candidato republicano nas eleições legislativas de Abril de 1908 e de Agosto de 1910, não conseguindo em nenhum dos casos ser eleito deputado.
Além de ter exercido o cargo de Conservador dos Registos Prediais de Esposende e Braga foi também presidente da câmara destas duas cidades. Chegou a ser governador civil do Distrito de Braga, entre Junho de 1919 e Novembro de 1920, e provedor do Hospital de São Marcos (Braga) e da Santa Casa da Misericórdia de Esposende.
Apesar da indicação de Manuel Neiva de que terá sido  também deputado, para além de chefe local do Partido Progressista (Portugal) (1909) e do Partido Republicano Português (1917), não consta nos registos do Arquivo Histórico Parlamentar (AHP). De facto, nunca exerceu um mandato parlamentar, nem durante a Monarquia Constitucional, nem na I República.
Faleceu em Curvos no dia 2 de setembro de 1945, data do fim da Segunda Guerra Mundial.